# Saint-Jean-de-la-Croix
Saint-Jean-de-la-Croix is een gemeente in het Franse departement Maine-et-Loire (regio Pays de la Loire) en telt 239 inwoners (1999). De plaats maakt deel uit van het arrondissement Angers.

## Geografie
De oppervlakte van Saint-Jean-de-la-Croix bedraagt 1,8 km², de bevolkingsdichtheid is 132,8 inwoners per km².
De onderstaande kaart toont de ligging van Saint-Jean-de-la-Croix met de belangrijkste infrastructuur en aangrenzende gemeenten.

## Demografie
Onderstaande figuur toont het verloop van het inwonertal (bron: INSEE-tellingen).